# M/T Vanga
M/T Vanga je bila trajekt za lokalne linije, u sastavu flote hrvatskog brodara Jadrolinije. Brod je izgrađen 1968. godine u brodogradilištu Ankerløkken Værft Glommen A/S, Frederikstadu za firmu A/S Alpha iz Mossa imenom Bastø III. Plovio je na pruzi Moss - Horten.
Jadrolinija kupuje brod 1985. godine i daje mu ime Vanga. Brod plovi do 1999. na pruzi Split - Stari Grad. Dolaskom M/T Petra Hektorovića, brod počinje ploviti na pruzi Split - Supetar i povremeno na Split - Stari Grad. Od 2000. – 2009. godine brod je plovio na relacijama Split - Rogač, Split - Stari Grad, Dubrovnik - Sobra i naposljetku Prapratno - Sobra. Krajem 2009. godine brod je stavljen na prodaju i raspremljen u Cresu. U veljači 2010. brod kupuje Mikulas Vareha, ali brod ostaje na vezu u Cresu. U kolovozu 2010. Vanga je otegljena u Aliagu i izrezana.
Vangu je pokretao jedan stroj Sulzer, snage 957 kW i mogao je ploviti brzinom od 10 čvorova.
Imala je kapacitet prijevoza 400 osoba i 60 automobila.